# 13526 Libbrecht
13526 Libbrecht è un asteroide della fascia principale. Scoperto nel 1991, presenta un'orbita caratterizzata da un semiasse maggiore pari a 2,2725408 UA e da un'eccentricità di 0,1309275, inclinata di 6,62712° rispetto all'eclittica.